# Lázně Mšené

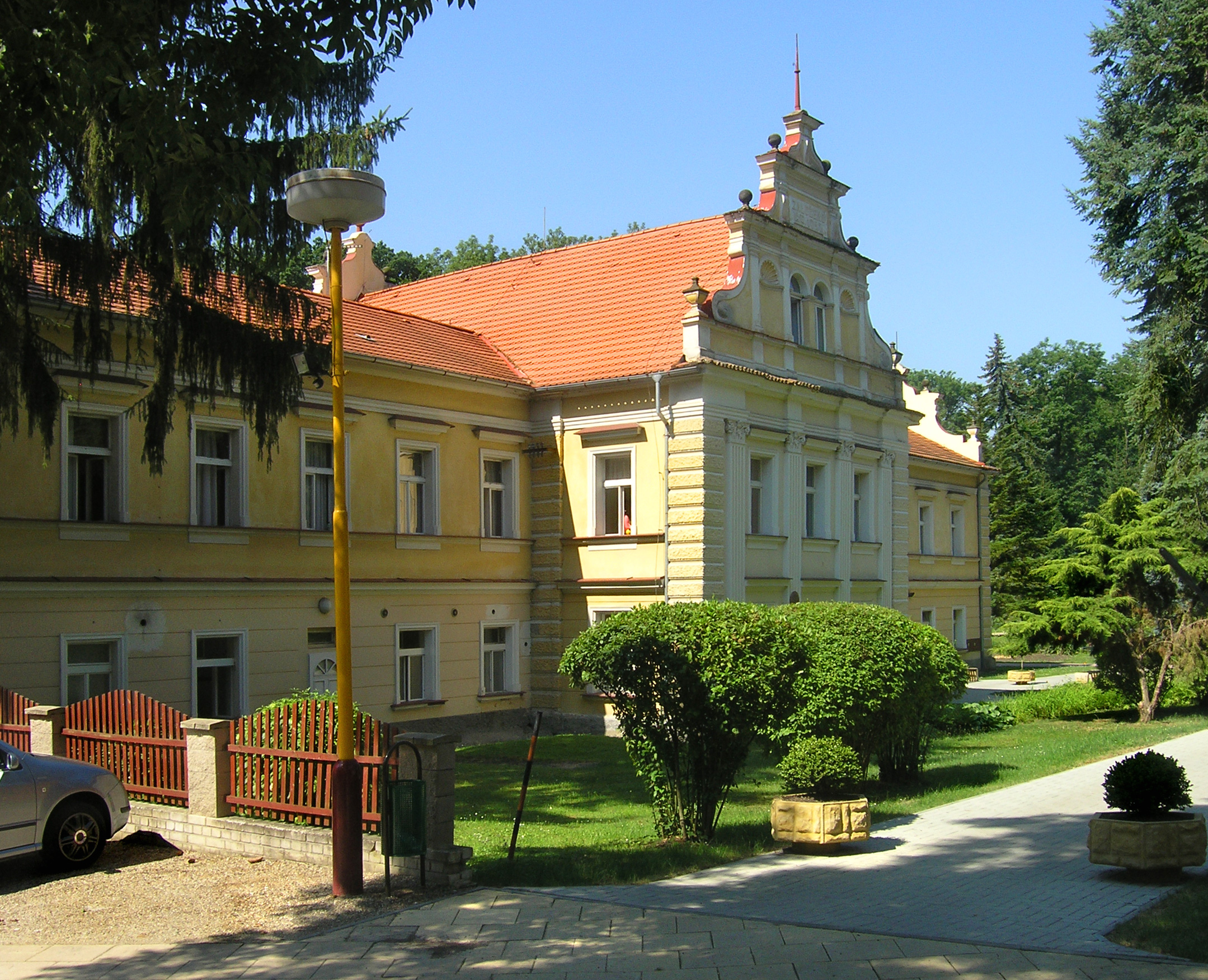
Léčebný dům Říp-Balneo v Lázních Mšené

Lázně Mšené jsou malé lázně v údolí Mšenského potoka na východě obce Mšené-lázně v okrese Litoměřice čtyřicet kilometrů severozápadně od Prahy. Lázně byly založeny šlechtickým rodem Kinských v roce 1796.

## Lázeňské procedury
Zabývají se především léčbou pohybového aparátu, nověji i nemocemi nervů. Klasické léčebné postupy jsou založeny na slatinných zábalech a minerálních koupelích. Doplňuje je řada moderních a módních metod jako např. perličkové koupele, klasické masáže, kryoterapie apod. Od konce osmnáctého století se při nich využívala voda z cenomanských pískovců, která se čerpala třemi studnami. Slatina bohatá na ionty železa se získávala z ložisek u Zahájí a u Roudníčku, ale ve druhé polovině dvacátého století bylo její používání omezeno jen na podávání obkladů.

## Lázeňské domy
Středem lázní je lázeňský dům Dvorana, který slouží především ke stravovacím účelům. Jde o cennou secesní stavbu od architekta Jana Letzela z roku 1905. Léčebné procedury probíhají v domech Praděd, Říp-Balneo a Vítkov. K ubytování slouží i několik dalších domů, především Kyselka, Slovanka a Blaník. Součástí lázní je i lázeňský park s rybníkem a fontánou.

## Další fotografie

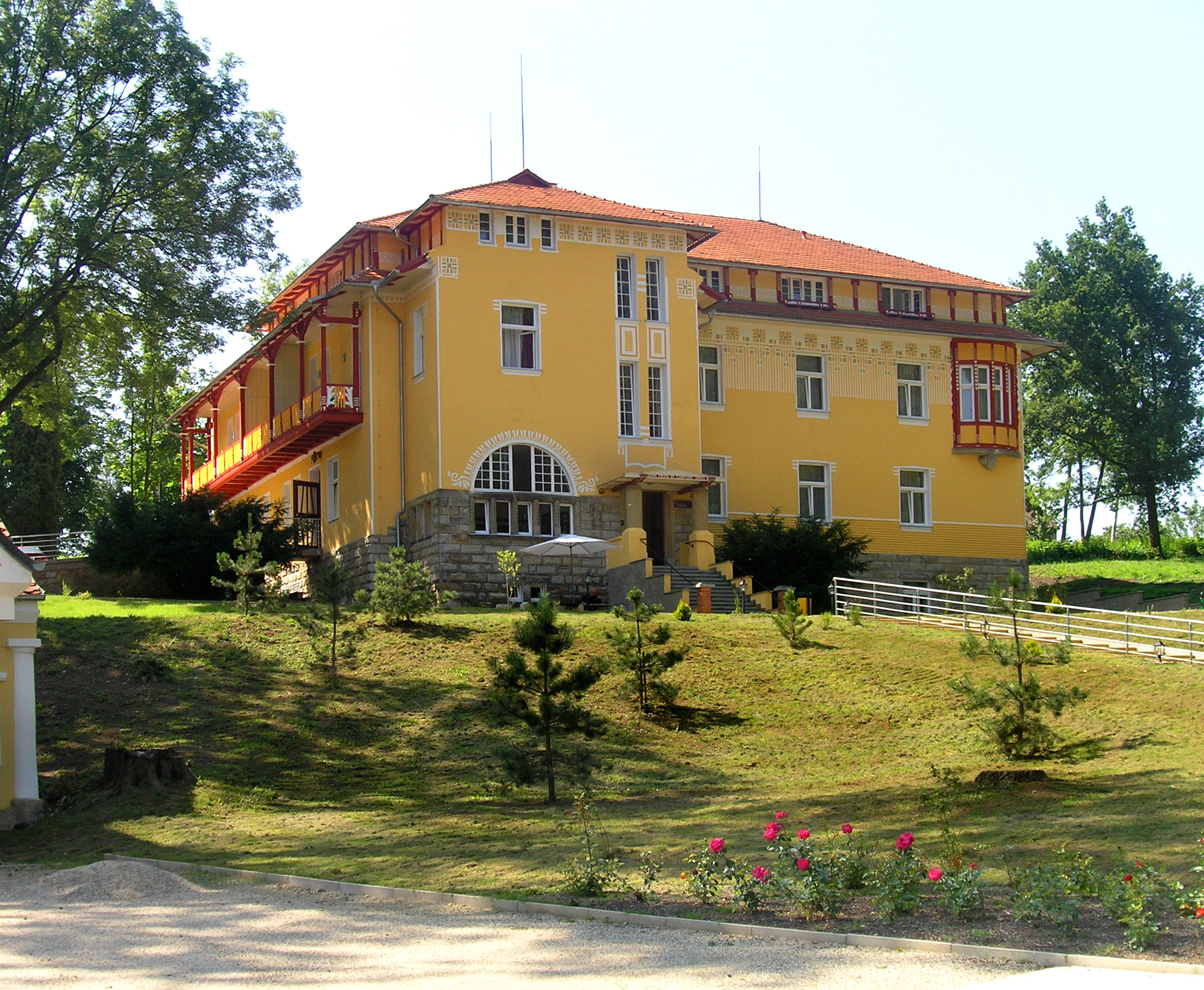
Lázeňský dům Kyselka
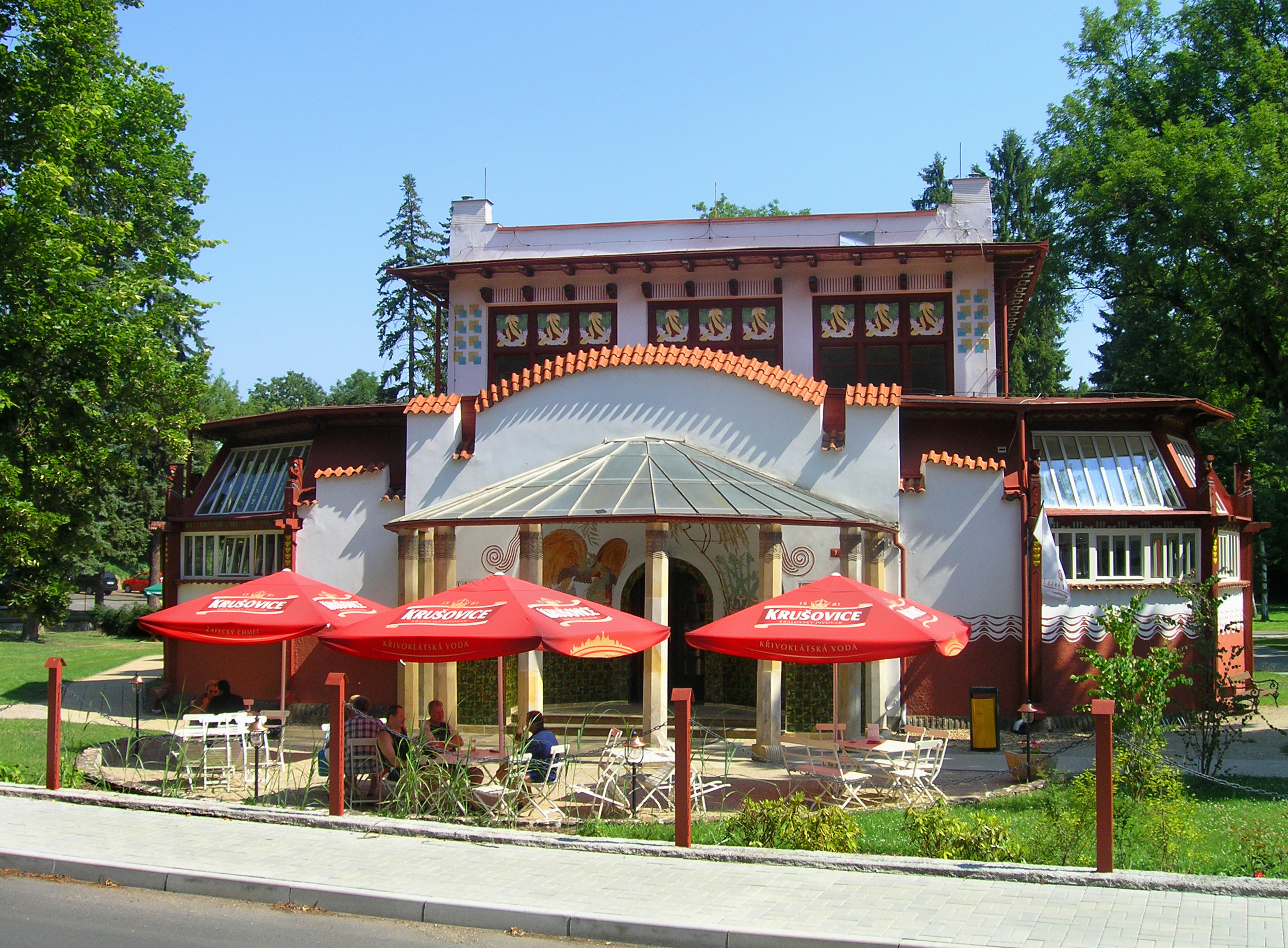
Secesní Dvorana
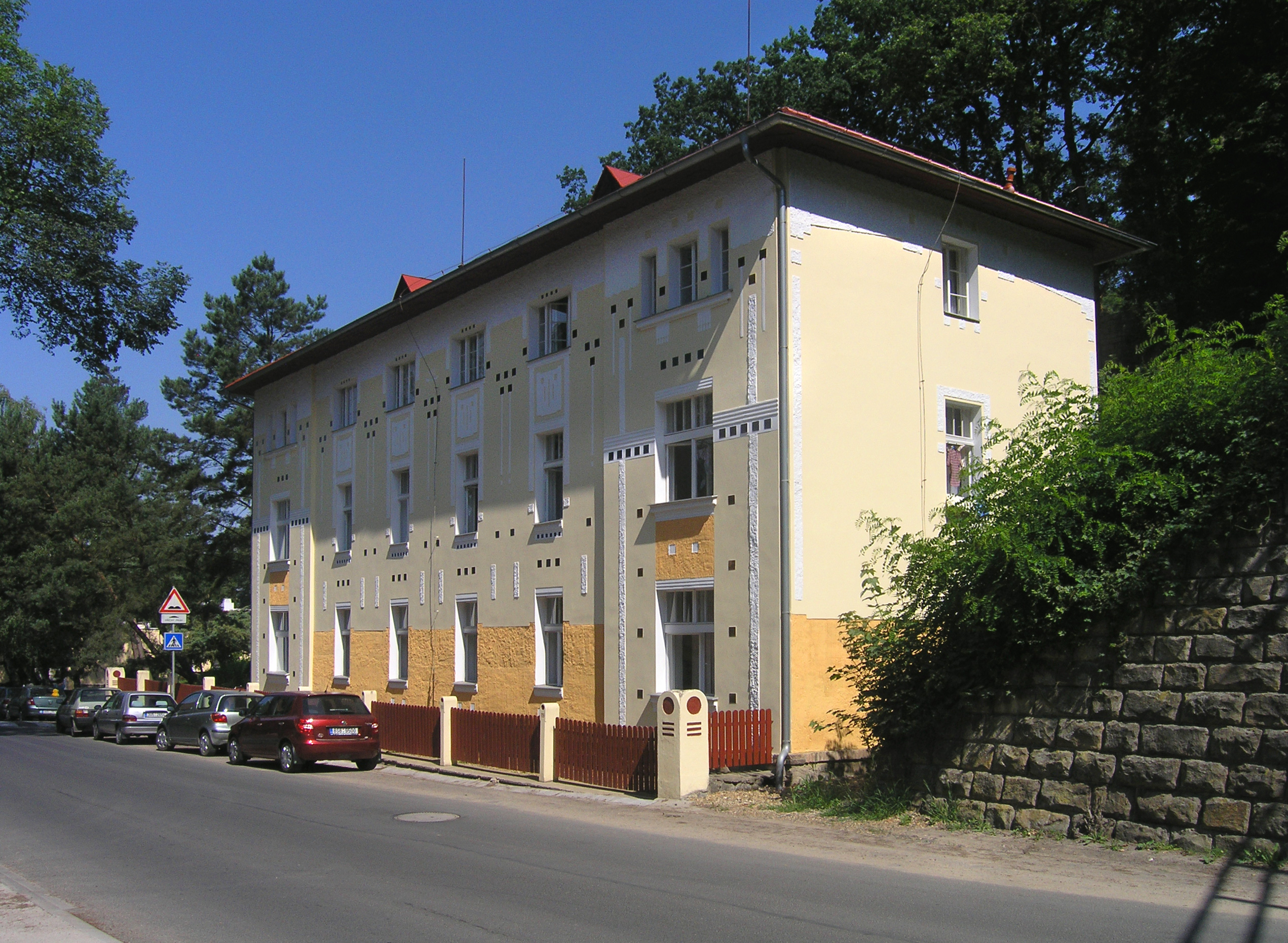
Dům Vítkov
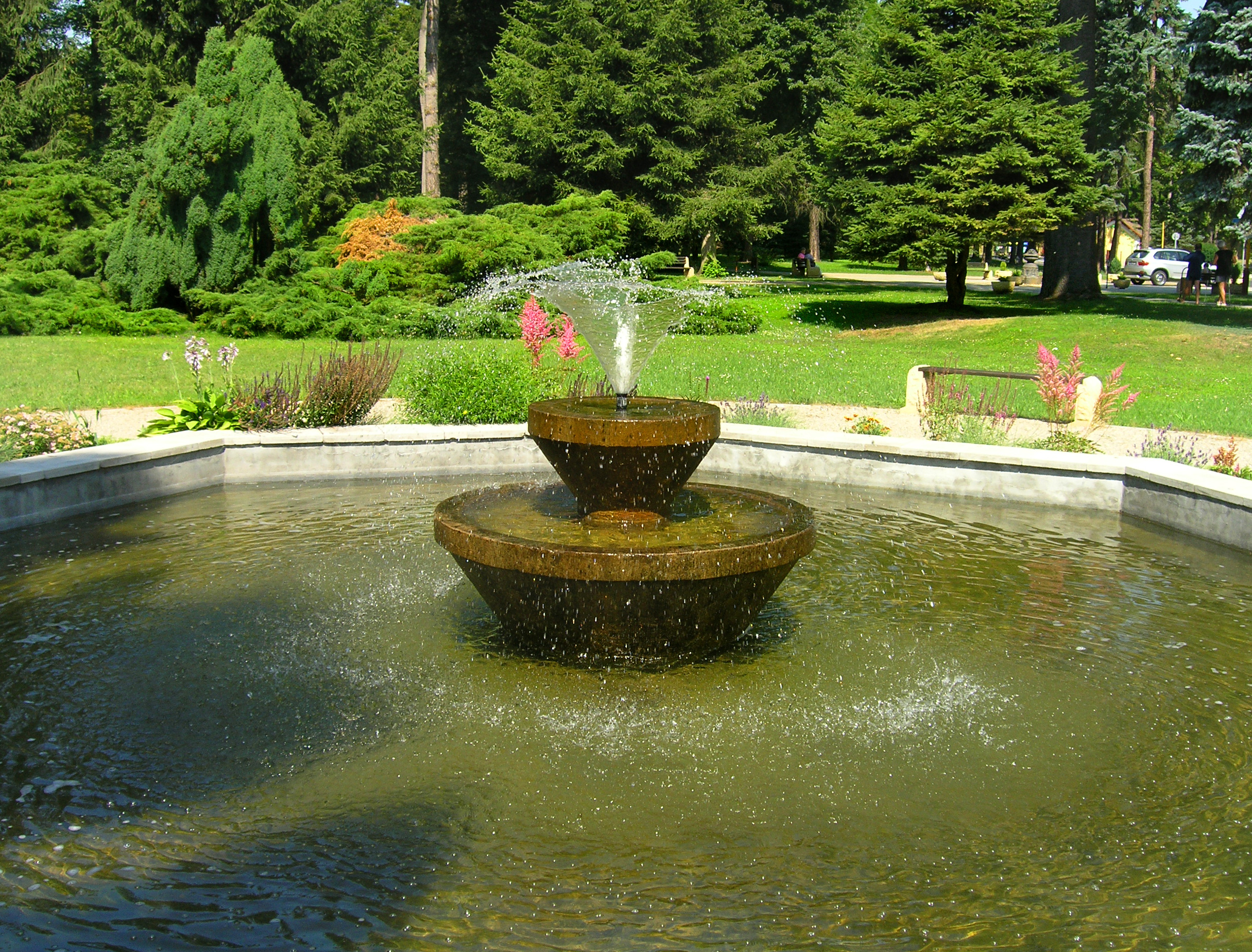
Fontána v parku